# Друган
Друган (болг. Друган) — село в Болгарии. Находится в Перникской области, входит в общину Радомир. Население составляет 463 человека.

## Политическая ситуация
В местном кметстве Друган, в состав которого входит Друган, должность кмета (старосты) исполняет Ненчо Никифоров Мирков (Болгарская социалистическая партия (БСП)) по результатам выборов.

## Известные люди
- Дичев, Димо (1922–1982) — болгарский политический и государственный деятель.
- В селе родился болгарский партизан Борислав Генов[значимость факта?].